# Jacopo Puccini
Pour les articles homonymes, voir Puccini (homonymie) et Giacomo Puccini (homonymie).
Jacopo (ou Giacomo) Puccini (né le 26 janvier 1712 à Celle di Val di Roggio Lucques dans la république de Lucques et mort le 16 mai 1781 à Lucques) est un organiste et un compositeur italien.

## Biographie
Jacopo Puccini est un élève de Caretti à Bologne, puis il s'installe à Lucques comme organiste de San Martino (1739-1772) et directeur de la Cappella Palatina (1739-1781). Il a été reçu membre de l'Accademia Filarmonica de Bologne (1743).
Jacopo Puccini est le père d'Antonio Puccini (1747-1832), le grand-père de Domenico Puccini (1772-1815),  l'arrière grand-père de Michele Puccini (1813-1864) et l'arrière-arrière grand-père de Giacomo Puccini (1858-1924), le célèbre compositeur d'opéras (Tosca, Madame Butterfly, etc.).

## Œuvres
- 17 Messes
- 10 Te Deum
- 11 Magnificat
- 78 Psaumes
- 12 Lamentations
- 22 Motets.

Il a aussi écrit des pièces dramatiques pour les élections municipales de Lucques.

### Note
1. ↑  l'alternance entre les noms Giacomo et Jacopo est fréquente dans les sources